# Amelie Albrecht
Amelie Albrecht (Dendermonde, 11 januari 1993) is een Belgisch stand-upcomedian.

## Biografie
Albrecht groeide op in Malderen en Dendermonde. In 2017 begon ze met optreden nadat ze een opleiding had gevolgd aan de Bas Birkers Comedy Academy. Ze maakte haar debuut eind van dat jaar in comedycafé The Joker in Antwerpen. Tot 2018 werkte ze als postbode. Het jaar daarop stond Albrecht samen met Elias Van Dingenen en Yannick Noben in de finale van De Humorklas 2018 van Radio 2.
Ze was ook finalist in de Utrechtse Comedy Talent Award 2018. Ze won de juryprijs op de Commeere Comedy Cup 2018 in Brugge.
Op 12 december 2018 won ze als eerste vrouw de finale van Humo's Comedy Cup. De overwinning kwam extra in de aandacht toen Karel Michiels in De Standaard schreef dat haar overwinning onterecht was en ze slechts had gewonnen doordat ze een vrouw was.
Albrecht werkte als redacteur bij het tv-praatprogramma De Ideale Wereld. Daar was ze ook af en toe te zien voor de camera, voornamelijk bij reportages op locatie. In 2021 kreeg ze als "vliegende reporter" op regelmatige basis een item in De Cooke & Verhulst Show wanneer een fragment op locatie werd gezocht over een van de gespreksonderwerpen van de talkshow.
Op 8 oktober 2021 ging haar debuutshow Zwaar Leven in première in de Arenbergschouwburg in Antwerpen. In 2022 was ze jurylid in de tv-quiz De Allerslimste Mens ter Wereld. Dit was drie jaar nadat ze verloor in de derde aflevering van de finaleweken. Voor het programma Iedereen Beroemd presenteerde ze in 2023 de rubriek Duik in de koffer. Sinds januari 2024 is ze op tournee met haar tweede zaalshow Goe genoeg. 

## Galerij

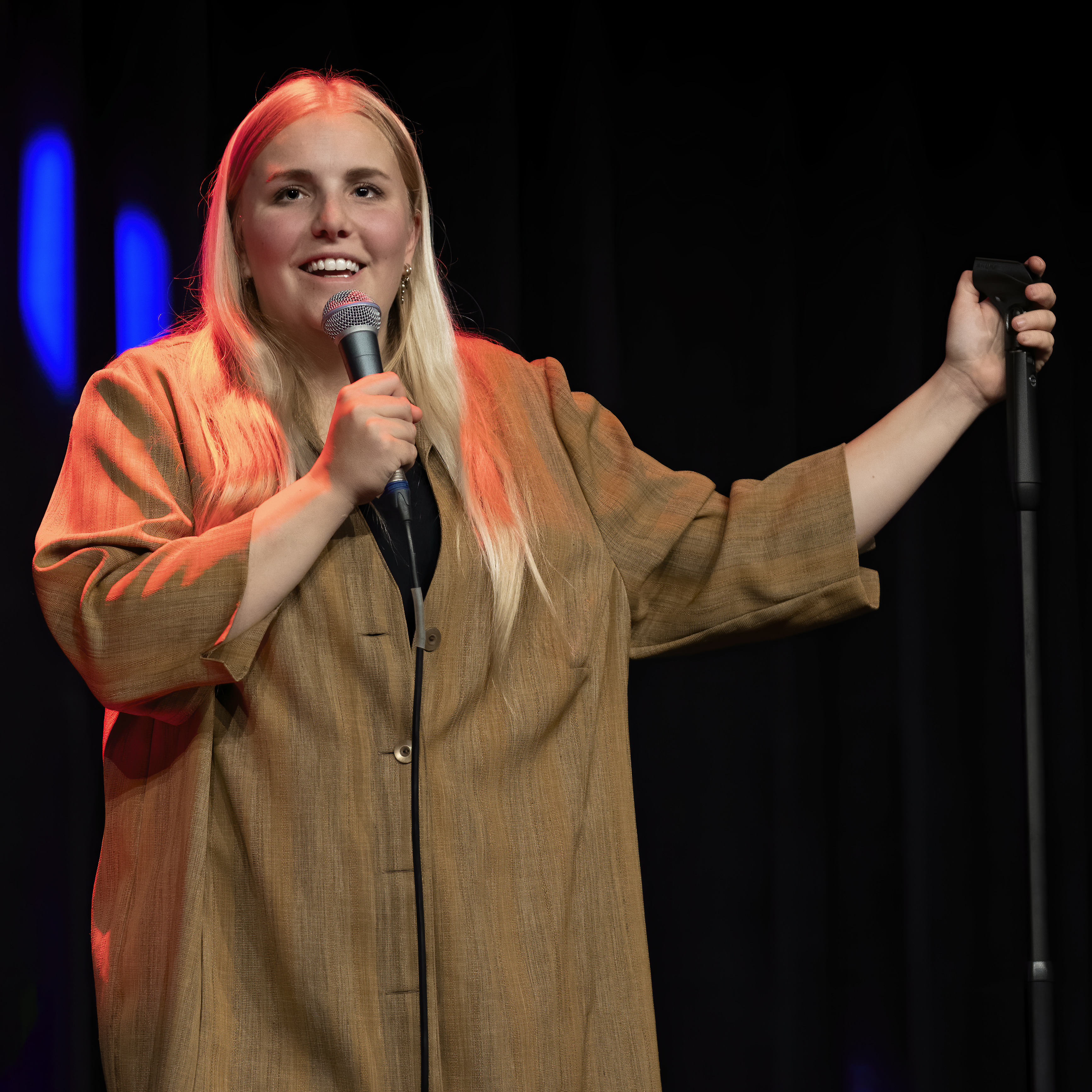
Albrecht tijdens een try-out in 2021
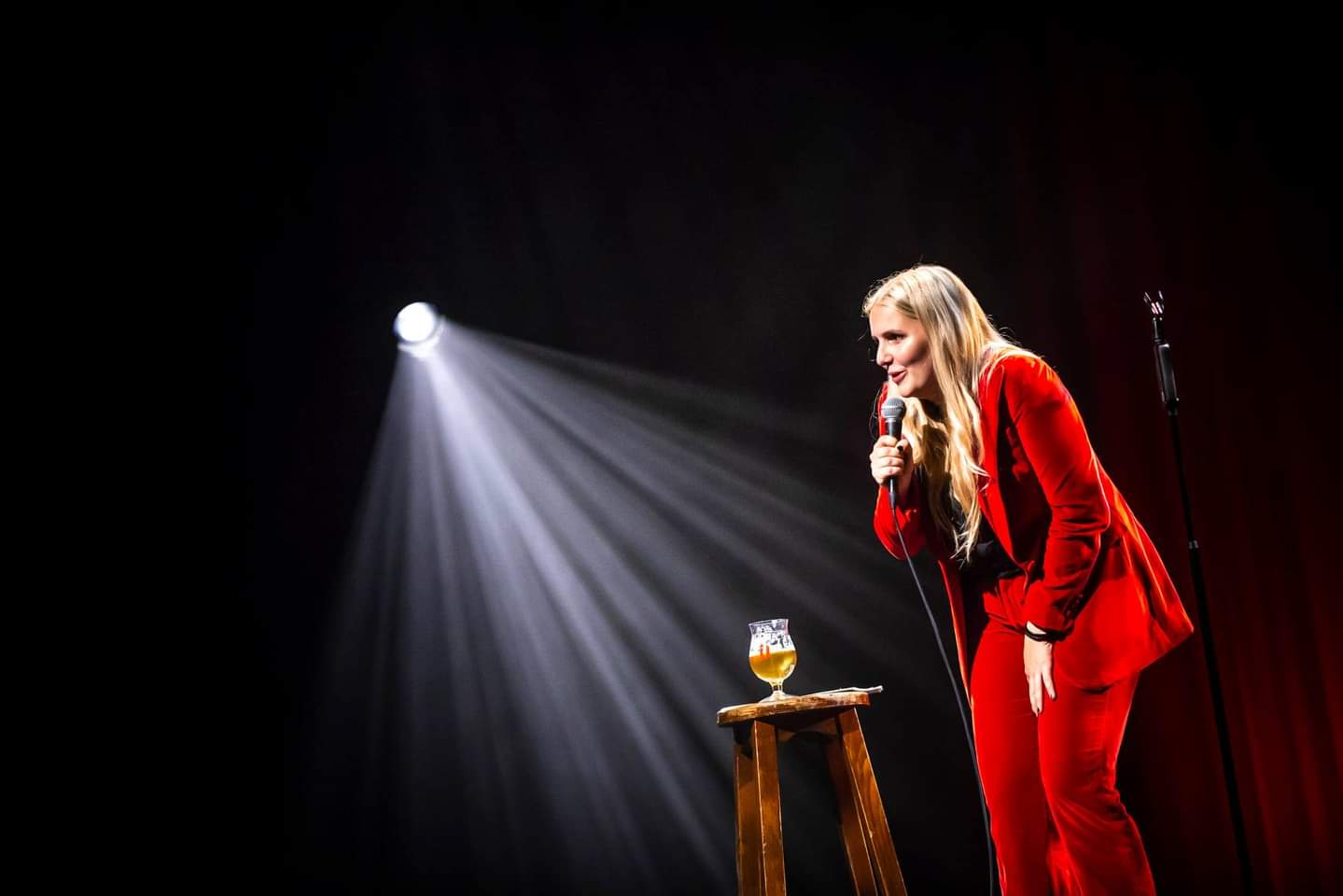
Albrecht in Zwaar Leven
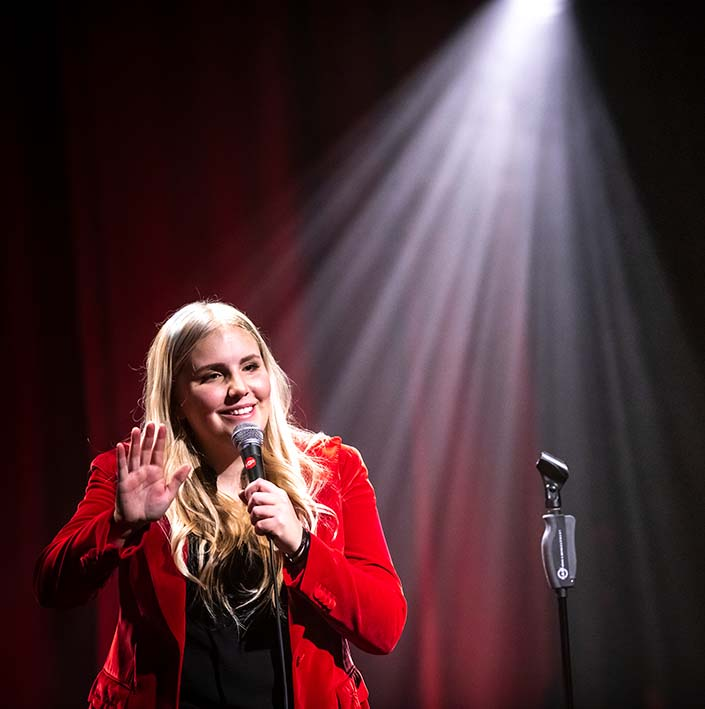
Albrecht in 2021